# Neblinathamnus
Neblinathamnus es un género con dos especies de plantas fanerógamas perteneciente a la familia de las rubiáceas. 
Es nativa de las tierras altas de Guyana.

## Especies
- Neblinathamnus argyreus Steyerm. (1964).
- Neblinathamnus brasiliensis Steyerm. (1972).